# Elliott Rock
Der Elliott Rock ist ein Rifffelsen vor dem westlichen Ende Südgeorgiens. In der Stewart Strait liegt er unmittelbar westlich von Bird Island.
Wissenschaftler der britischen Discovery Investigations unter der Leitung von Lieutenant Commander John M. Chaplin (1888–1977) kartierten ihn im Zeitraum zwischen 1926 und 1930. Das UK Antarctic Place-Names Committee benannte ihn 1957 nach dem US-amerikanischen Naturforscher Henry W. Elliott (1846–1930), einem Pionier der Erforschung von Ohrenrobben im Nordpazifik, der sich darüber hinaus für deren Schutz engagierte.